# Помпоний Викториан
Вижте пояснителната страница за други личности с името Викторин.
Помпоний Викториан (на латински: Pomponius Victorianus; fl. 282 г.) е политик на Римската империя от фамилията Помпонии.
Помпоний Викториан e градски префект (praefectus urbi) на Рим през 282 г. През 283 г. е сменен от Титуций Робур (Titucius Roburrus).
Вероятно е този Викторин, който е консул 282 г.